# Cerco il mio amore
Cerco il mio amore (The Gay Divorcee) è un film del 1934 diretto da Mark Sandrich, tratto dal musical teatrale Gay Divorce.
Si tratta del secondo film interpretato insieme da Fred Astaire e Ginger Rogers, il primo nel ruolo di protagonisti.

## Trama
Guy conosce occasionalmente Mimi e subito si innamora di lei, che non lo ricambia e che nel frattempo è in attesa di divorziare dal marito; per raggiungere lo scopo ricerca l'aiuto dell'avvocato Egbert Fitzgerald, figlio d'arte che però non gode di grande fiducia da parte del padre e stretto conoscente dello stesso Guy.
Per il divorzio però serve l'assenso da parte del marito e per questo Egbert organizza una messinscena in cui Mimi dovrà fingere di tradire il consorte con un altro uomo in modo da indurlo a lasciarla.

## Produzione
Il film fu prodotto dalla RKO Radio Pictures (A Pandro S. Berman Production).

## Distribuzione
Distribuito dalla RKO Radio Pictures, il film uscì nelle sale statunitensi il 12 ottobre 1934.

## Riconoscimenti
- 1935 - Premio Oscar
  - Miglior canzone (The Continental) a Con Conrad e Herb Magidson
  - Candidatura Miglior film alla RKO Pictures
  - Candidatura Migliore scenografia a Van Nest Polglase e Carroll Clark
  - Candidatura Miglior sonoro a Carl Dreher
  - Candidatura Miglior colonna sonora a Max Steiner